# 3001年終局への旅
『3001年終局への旅』（さんぜんいちねんしゅうきょくへのたび、原題 3001: The Final Odyssey）は、アーサー・C・クラーク作のSF小説。1997年刊。『2001年宇宙の旅』から続くシリーズの完結篇である。

## あらすじ
31世紀初頭、エッジワース・カイパーベルトで1隻の彗星捕獲船が謎の漂流物体を発見する。それは、およそ10世紀前にHAL 9000の反乱によりディスカバリー号の傍からはじき飛ばされた、乗員のフランク・プールであった。彼は超低温の仮死状態に陥っており、回収後、地球軌道上で蘇生される。
復活したプールは、1000年後の世界の驚異を目の当たりにしながらも、その世界へと順応していく。やがて、彼を回収した彗星捕獲船船長の協力でエウロパに降り立ったプールは、いまやエネルギー生命体としてモノリスの虜になった旧友デイヴィッド・ボーマンとHAL 9000に再会する。
30年後、平穏な生活を送っていたプールにボーマンがコンタクトを取り、モノリスが数百光年彼方の主人の命によって人類を滅ぼそうとしていることを告げる。最大の危機に対し、人類は意外な方法で反撃を試みる。

## 設定
スター・シティ
赤道上から静止軌道までそびえ立つ4基の塔（アフリカ、アジア、アメリカ、パシフィカ。4基目はいまだ建設中）と、その頂部を結んだリングからなる巨大な建造物。塔は直径数kmあり、外周部に軌道エレベータが通っている。建築材料として、ルシファー誕生時に飛散した木星の核のダイアモンドが使用されている。エレベータは慣性駆動を利用し、搭乗者に一切の負担をかけない。塔内のフロアは人工地盤になっているものもあり、高さ数百mの支柱もない空間が公園などとして整備されている。この建設に当たって人工衛星の大クリーンナップ作戦が行われた。最後のロケットが地上から飛び立ったのは"数百年前"とのこと（劇中）。
慣性駆動
物体の全ての原子に対して慣性を加えて移動する方法。そのため、搭乗者は加速を体感できない。劇中では、軌道エレベータで階を移動するフランク･プールが、すでに時速数百kmで動いているエレベータに気づき、驚愕している。
太平洋アステロイド
2304年に地球へ落下した小惑星。津波で数百万人が死亡したほか、大規模なEMPが発生して電子化された記録の一部が消えてしまった。
識票（アイデント）
この時代のほとんどの人間が赤ん坊のときに手の平に埋め込まれるナノサイズのICチップ。あらゆる場所に認証装置があり、手をかざすと登録された個人データが「姓、名[性別・生年月日/5桁の数字//任意の短いフレーズ（所属、経歴など）]」の形式で表示される。また、アイデントからアイデントへ直接情報を送ることもできるらしい。
ブレインキャップ
脳と直接接続することによって、仮想現実からデータ収集まで、ありとあらゆることができる情報端末。キャップの装着には無毛であることが要求されるため、この時代の人間は男女問わずほとんどがかつらである。プールの主治医によると、"生えたままにしておいても問題ないが、手入れが面倒。髪の復活はできるが、痛い"。
記録媒体
リムーバブルメディアとしては、ペタバイト級の記憶容量を持つ「タブレット」が使われている。千年前のディスクと同じくらいの大きさでやや厚めのタブレット1枚に、人間一人の脳内にあるすべての情報を記録できるという。
彗星核の捕獲
彗星の核を拾い、人為的に金星へと衝突させて温度を下げ、テラフォーミングを行っている。その彗星を捕獲するのがコメットカウボーイ。当初はより近い土星の環を用いていたが、環境保護論者の圧力によって"リング泥棒からコメットカウボーイになった"（劇中、登場人物の説明）。分子ほどの厚さしかない金属質の薄膜で彗星を包み、約50年かけて金星まで送り込む。
金星
テラフォーミング計画が始まって300年ほど経つが、まだ厚い雲海に覆われており、彗星は地表へ衝突する前に蒸発してしまう。すでに人類が基地を構えている模様で、彗星の降下を見守るプールと金星基地とのやり取りが描かれている。
ガリレオ衛星
イオは木星のルシファー化によって火山活動に拍車がかかり、ロボット以外はとても降り立てない危険な場所となっている。エウロパはモノリスによって封鎖されたままで、原住生物は両生類のような段階に進化し、地上にイグルー群を築いている。ガニメデも氷が溶けつつあり、人類による開発が進められて数万人が定住している。カリストは開発可能だが、ほとんど進んでいない。
保管庫
月面のピコクレーターに存在する"狂気の保管庫"。今までに発見、開発された病原体や有毒物質とその対抗薬、果てはコンピュータウィルスまでを保管しておくところ。中身の出し入れにはロボットを使い、使用後にはそのロボットをレーザーにより焼き払ってしまうほどの厳重さ。物語の終盤、重要な役割を担う。

## 映像化
2014年、米ケーブルテレビのSyfyチャンネルで放送されるミニシリーズとして、製作が報じられた。製作総指揮はスチュアート・ビーティー（脚本も）、リドリー・スコット、デヴィッド・W・ザッカー。スコット・フリー・プロダクションズとワーナー・ホライゾン・テレビジョンの制作。
リドリー・スコットのコメント：「わたしは以前からクラークの『オデッセイ』シリーズとキューブリックの『2001年宇宙の旅』の大ファンでした。あの伝説的な作品を視聴者に届けられること、ストーリーにふさわしい最高の映像を継承していけることに興奮しています」
当初は2015年公開に向けて製作される予定だった。